# Böhme
Böhme è un comune di 933 abitanti della Bassa Sassonia, in Germania.

Appartiene al circondario dell'Heide ed è parte della comunità amministrativa (Samtgemeinde) di Rethem (Aller).
Il territorio comunale comprende, oltre al capoluogo Böhme, le frazioni di Altenwahlingen, Bierde e Kirchwahlingen.